# Bandon (Cork)
Bandon (Iers: Droichead na Bandan) is een plaats in het Ierse graafschap Cork. De plaats ligt aan de Bandon. De Ierse naam betekent zoveel als "Brug over de Bandon" en verwijst dan ook naar het ontstaan als oversteekplaats van de rivier.
Bandon vierde in 2004 zijn 400-jarig bestaan. Bijnaam van de plaats is "Poort naar West Cork", aangezien verschillende wegen hier passeren of samenkomen. Bandon heeft volgens de census 2016 een bevolking van 6957 personen.

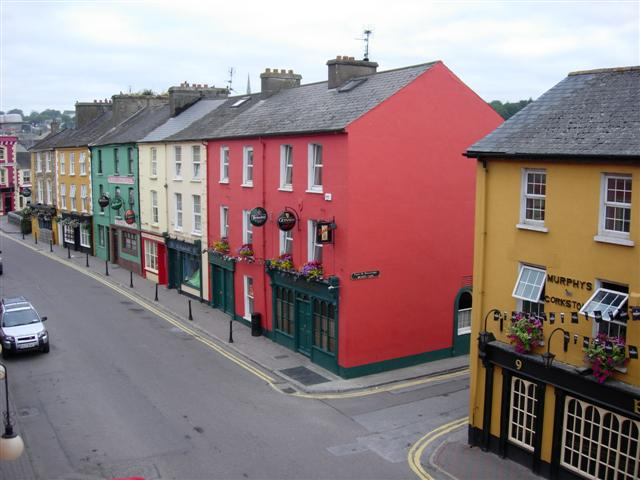
Oliver Plunkett Street